# Оползень в Южном Лейте (2006)

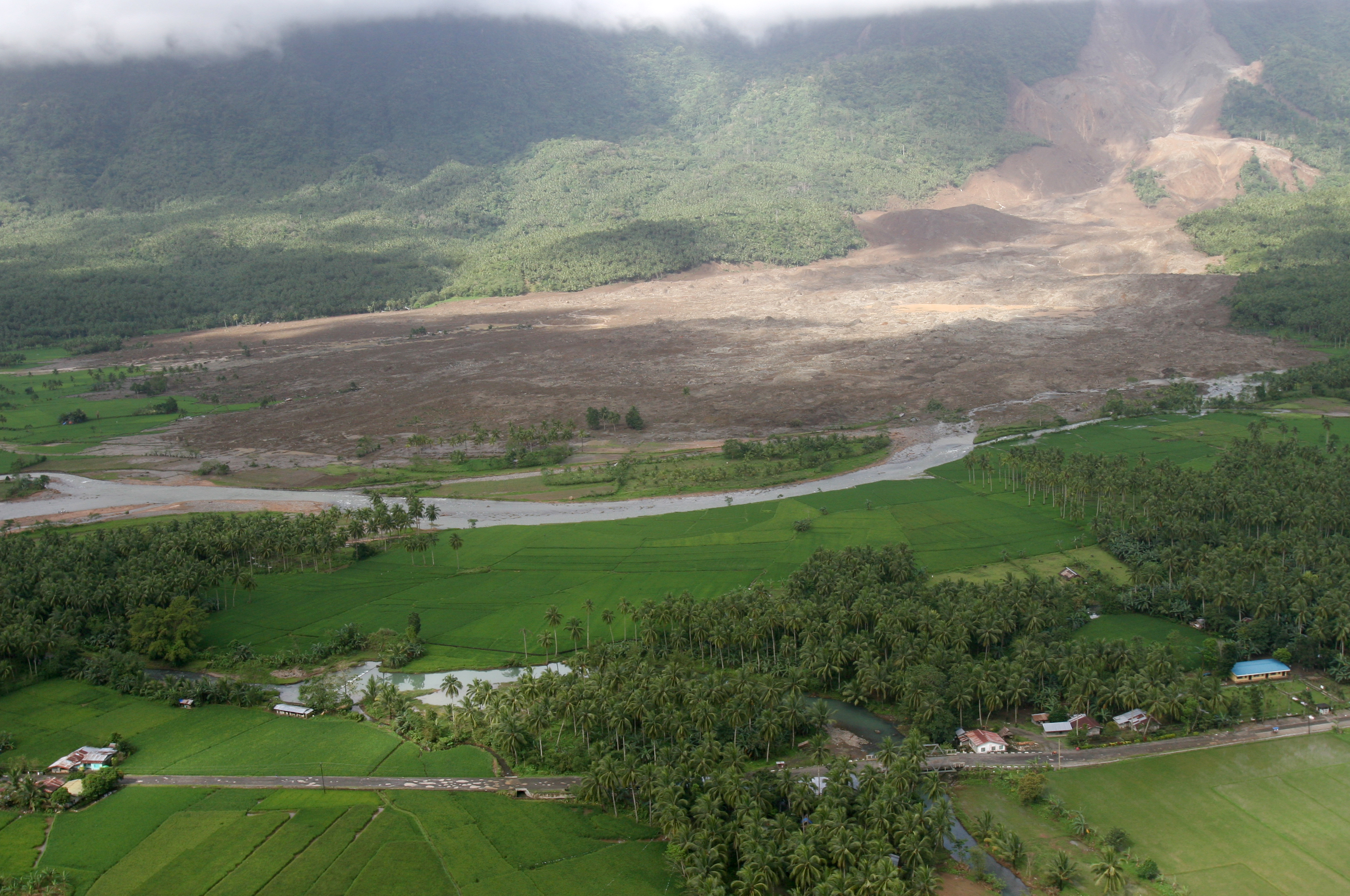
Общий вид оползня

Оползень в Южном Лейте произошёл 17 февраля 2006 в 10:30 утра в филиппинской провинции Южный Лейте, нанеся значительный ущерб. Гигантский оползень стал следствием десятидневного периода непрекращающихся проливных дождей. Небольшое землетрясение силой 2,6 по шкале Рихтера, произошедшее в толще системы филиппинских разломов, заставило насыщенные водой верхние слои почвы соскользнуть вниз по слоям горной породы. Официальный список погибших достиг 1126 чел. Оползень полностью уничтожил филиппинскую деревню Гуинсаугон с населением 2500 человек.

## Ход событий
Примерно в 10:30 17 февраля 2006 года в результате обвала скалы на хребте, проходящем по Филиппинскому разлому, произошел сход обвально-осыпных масс, в результате чего деревня Гинсаугон в поселке Сен-Бернар оказалась под землей. За предыдущую неделю в окрестностях Сен-Бернара произошло до десяти небольших оползней, но Гинсаугон пострадал больше всех.
Самой страшной трагедией в тот день стало погребение местной начальной школы, расположенной ближе всего к горному хребту, поскольку оползень сошел, когда в школе шли занятия и было много детей. Губернатор провинции Розетт Лериас говорит, что в то время в школе учились 246 учеников и семь учителей; только ребенок и взрослый были спасены сразу после катастрофы. Около 80 женщин, участвовавших в праздновании пятой годовщины создания Ассоциации женского здоровья Гинсаугона, также погибли под оползнем.
Лериас сказал, что хотя несколько жителей покинули район за неделю до этого из-за страха перед оползнями, некоторые из них вернулись, когда дожди ослабли.

## Спасательные работы
Спасательные команды, включая военных, отправились в пострадавшие районы. Однако оказанию помощи мешали дожди, грязь глубиной по грудь, дороги, заваленные валунами, размытые мосты и отсутствие тяжелой техники. Небольшое землетрясение, произошедшее утром 17 февраля, также повлияло на операцию по оказанию помощи, поскольку грунт оставался неустойчивым.
Президент Глория Макапагал Арройо выступила по телевидению с обращением, в котором заявила, что "помощь уже в пути". В прибрежную зону были направлены корабли ВМС и береговой охраны. 17 февраля председатель Национального Красного Креста Филиппин Ричард Дж. Гордон, который в то время находился в Женеве (Швейцария) на заседании правления Международного движения Красного Креста и Красного Полумесяца, обратился к международной помощи. Он собрал 1,5 миллиона долларов США для помощи пострадавшим от оползней. На эти средства были закуплены палатки, одеяла, кухонная утварь, москитные сетки, материалы для временного жилья, предметы гигиены, таблетки для очистки воды и медикаменты. На оказание первой помощи было выделено 152 000 долларов США. В регион был доставлен самолет с травматологическими наборами, резиновыми сапогами, веревками, одеждой, фонариками и медикаментами. Три команды Филиппинского национального Красного Креста с поисково-спасательными собаками прибыли на место происшествия для оказания помощи, а вскоре к ним присоединились другие. Красный Крест заявил, что опасается, что число погибших будет высоким.[4]
Соединенные Штаты направили в район происшествия три военно-морских судна - USS Curtis Wilbur, USS Essex и USS Harpers Ferry с 31-м экспедиционным подразделением морской пехоты - для оказания помощи.
Около 6 000 военнослужащих армии и морской пехоты США находились на Филиппинах в рамках ежегодных двусторонних учений. Правительство США также передало филиппинскому Национальному Красному Кресту оборудование для ликвидации последствий стихийных бедствий на сумму 100 000 долларов. USAID передало продовольственные и непродовольственные товары на сумму 29 миллионов песо (около 560 000 долларов)[8].
Другие страны пожертвовали или пообещали помощь филиппинскому правительству. Китай предложил пожертвование в размере 1 млн долларов,  Австралия также предложила 1 млн австралийских долларов ($740 000) в качестве немедленной помощи. Тайвань пообещал предоставить достаточное количество медикаментов для лечения 3 000 человек в течение полутора месяцев, а также $100 000. Таиланд также пообещал $1 млн. Испания через неправительственную организацию Unidad Canina de Rescate y Salvamento направила группу спасателей из шести человек, оснащенную пятью собаками-ищейками, для оказания помощи и проведения спасательных работ. Новая Зеландия прислала 133 000 долларов, которые будут использованы в будущих спасательных операциях. Сингапур, согласно заявлению премьер-министра Ли Сянь Луна, заявил, что официальные лица будут всячески помогать администрации Арройо. Индонезия и Турция также предоставили гуманитарные контингенты.
Филиппинский национальный Красный Крест сообщил, что 17 февраля из грязи были спасены 53 человека, но в сумерках спасательные работы пришлось приостановить по соображениям безопасности.

## Возможные причины
Конгрессмен Роджер Меркадо от Южного Лейта в интервью агентству "Reuters" утверждал, что главной причиной стала вырубка лесов и добыча полезных ископаемых в этом районе три десятилетия назад. Дэйв Петли, профессор Международного оползневого центра при Даремском университете, сказал Би-би-си, что причины, упомянутые Меркадо, если они окажутся верными, создадут "опасную комбинацию", которая приведет к "классическому оползневому сценарию".
Однако представители местных властей и очевидцы утверждали, что местность была "хорошо покрыта лесом", а офис губернатора заявил, что вырубка лесов в результате добычи полезных ископаемых и лесозаготовок не была причинным фактором, хотя никаких научных доказательств в подтверждение этих утверждений представлено не было. Офис губернатора не объяснил, почему почва была настолько нестабильной во время оползня, после тысячелетий стабильности.
Эксперты сошлись во мнении, что проливные дожди, продолжавшиеся две недели до схода оползня, стали переломным моментом, спровоцировавшим катастрофу. Дожди, выпавшие в период с 4 по 14 февраля, составили почти 1200 миллиметров (47 дюймов) и настолько разрыхлили почву, что образовавшаяся грязь и камни обрушились на склоны близлежащей горы Кан-абаг, практически разрушив ее. В непрекращающихся дождях в провинции обвинили погодное явление Ла-Нинья. Мэр Сан-Франциско, Агусан-дель-Сур, Кари Ладернора объявила о бедственном положении в своем городе 12 февраля 2006 года.
Филиппинский институт вулканологии и сейсмологии зафиксировал землетрясение магнитудой 2,6 в Южном Лейте незадолго до оползня, хотя последствия его неясны.

#### Семинар 2008 года
Спустя два года международное геонаучное сообщество, включая экспертов из Японии, Канады, США, Шри-Ланки, Новой Зеландии, Гонконга, Великобритании, Тайваня и Филиппин, собралось в Таклобане и Сен-Бернаре, чтобы изучить известную информацию о катастрофе на Гинсаугоне. Кроме того, перед участниками семинара была поставлена задача определить дальнейшие действия после катастрофы. Оползень классифицируется как каменно-обвальная лавина по классификации Варнеса (1978) или Крудена и Варнеса (1996). Оценки объема в последних публикациях варьируются между 14 MCM (миллион кубических метров) и 20 MCM, сходясь примерно на 15 MCM. Ученые в целом согласны с тем, что большое количество осадков за неделю до провала способствовало созданию условий в момент провала, но 5-дневная задержка между дождем и оползнем, а также тот факт, что на Южном Лейте регулярно выпадает большое общее количество осадков, означает, что точная природа этого вклада неизвестна. Точно так же остается неясной роль незначительных подземных толчков, произошедших примерно в то же время. "Был ли оползень вызван подземными толчками или чрезмерными дождями? Это один из вопросов, который пока не решен", - сказал доктор Марк Альберт Зарко, профессор факультета инженерных наук Филиппинского университета Дилимана в новостях. Важно отметить, что геологическая и геоморфологическая история склона, включая, например, заметное ударно-надвиговое движение со скоростью около 2,5 см в год, в конечном итоге приведшее к провалам на всем протяжении скарпа, включая тот, который похоронил Гинсаугон. Ричард Гатри из Университета Ватерлоо, Канада, сказал: "В прошлом у нас были очень сильные дожди и очень сильные землетрясения; горные породы растягивались и напрягались. Со временем горная порода начинает стареть и умирать, и в конце концов она разрушается. Важно то, что мы можем знать предварительное состояние склонов". Ученые подготовили обобщающий документ по оползню и ряд рекомендаций относительно дальнейших действий Филиппин в связи с оползневой опасностью.